# Башня Сауди-Пак
Башня Сауди-Пак (Saudi-Pak Tower) — одно из самых высоких зданий пакистанской столицы, состоит из 20 этажей. Строительство было завершено в 1991 году.

## Описание строение
В башне Сауди-Пак расположены офисы более десятка интернациональных компаний, в том числе европейских и американских телеканалов, транснациональных корпораций из Китая и Ближнего Востока. Найар Али Дада был архитектором этого строения, финансирование осуществляло правительство Саудовской Аравии. Строительство башни стало одним из проявлений тесной дружбы между государствами и очередным вкладом саудитов в развитие экономики Пакистана. Башня Сауди-Пак известна как одно из самых сейсмоустойчивых зданий в Исламабаде, а также является единственным коммерческим зданием в пакистанской столице соответствующим международному стандарту ISO 9001:2008. Расположено в деловом центре Исламабада.